# Jurij Susłoparow
Jurij Wiktorowicz Susłoparow (ros. Юрий Викторович Суслопаров, ukr. Юрій Вікторович Суслопаров, Jurij Wiktorowicz Susłoparow; ur. 14 sierpnia 1958 w Charkowie, Ukraińska SRR, zm. 28 maja 2012) – rosyjski piłkarz pochodzenia ukraińskiego, grający na pozycji prawego obrońcy i pomocnika, reprezentant Związku Radzieckiego, trener piłkarski.

## Kariera piłkarska

### Kariera klubowa
Wychowanek Szkoły Piłkarskiej Metalist Charków (od 1969). Pierwszy trener Aleksandr Azarow. Na początku występował na pozycji prawego napastnika, później na pomocnika pomocnika. W 1976 był wniesiony do składu Metalista, jednak z przyjściem nowego trenera nie trafiał do podstawowej jedenastki. Już chciał ukończyć karierę piłkarską, kiedy to zauważyli go skauci Karpat Lwów. W 1977 debiutował w podstawowej jedenastce Karpat Lwów. W 1981 przeszedł do Torpeda Moskwa, a w 1986 do Spartaka Moskwa. W połowie sezonu 1989 planował wyjechać do Anglii, jednak zgodził się dokończyć sezon. Podczas przerwy zimowej otrzymał kontuzje i wyjazd nie doszedł do skutku. W 1992 jeszcze występował w składzie Weresu Równe, łącząc również funkcje trenera, a w następnym 1993 bronił barw amatorskiej drużyny Krasnogwardiejec Moskwa, w której ukończył karierę piłkarską.

### Kariera reprezentacyjna
Był powoływany do młodzieżowej radzieckiej reprezentacji, w której rozegrał 38 gier i zdobył Mistrzostwo Europy w 1980. Również 7 października 1981 zadebiutował w reprezentacji ZSRR w spotkaniu kwalifikacyjnym do Mistrzostw Świata z Turcją wygranym 3:0. Występował w turnieju finałowym Mistrzostw Świata w Hiszpanii w 1982. Łącznie zaliczył 7 gier reprezentacyjnych.

## Kariera trenerska
Jeszcze będąc piłkarzem Weresu Równe, łączył również funkcje trenera (asystenta). Po zakończeniu kariery piłkarskiej rozpoczął pracę trenerską. W 2002 wyjechał do Bangladeszu, gdzie trenował Abahani Krira Chakra, z którym zdobył mistrzostwo.

## Sukcesy i odznaczenia
- mistrz ZSRR: 1987, 1989
- brązowy medalista Mistrzostw ZSRR: 1986
- mistrz Pierwszej Ligi ZSRR: 1979
- mistrz Pierwszej Ligi Ukrainy: 1992

### Sukcesy reprezentacyjne
- mistrz Europy U-21: 1980
- uczestnik Mistrzostw Świata: 1982

### Sukcesy trenerskie
- mistrz Bangladeszu: 2002

### Odznaczenia
- nagrodzony tytułem Mistrza Sportu ZSRR: 1979
- nagrodzony tytułem Mistrza Sportu Klasy Międzynarodowej: 1980.